# Гільєрмо Франкос
Гільє́рмо Альбе́рто Фра́нкос (ісп. Guillermo Alberto Francos ; (20 квітня 1950 , Пуерто-Бельграноd, Буенос-Айрес )) — аргентинський політик і юрист.
Голова Кабінету Міністрів з 27 травня 2024 року.
Міністр внутрішніх справ Аргентини 10 грудня 2023 — 27 травня 2024 рр. в уряді Хав'єра Мілея.
Раніше обіймав посаду радника Федеральної столиці 1985—1993 рр, національного депутата 1997—2000 рр., був президентом Банку провінції Буенос-Айрес під час губернаторства Даніеля Сіолі і був представником Аргентини в Міжамериканському банку розвитку за президента Альберто Фернандеса.

## Біографія
1974 року закінчив Університет Сальвадора в Буенос-Айресі за фахом юрист. Під час фактичного правління Роберто Марсело Левінгстона та Алехандро Агустіна Ланусса, в 1970—1973 рр., обіймав посаду особистого секретаря Міністерства юстиції за дорученням Хайме Перріо, Ісмаеля Бруно Кіхано та Жервазіо Коломбрес. Потім працював юристом у Департаменті з правових питань Міністерства юстиції при президенті Марії Естелі Мартінес де Перон в 1974—1976 рр., а в 1976—1985 рр. — директор Національного інституту освітнього кредиту.
У Федеральній партії Франкос обіймав різні партійні посади, від депутата Районної ради 18-го виборчого округу Федеральної столиці 1982 року до Голови Столичної ради Федеральної партії.
1988 року, після смерті Манріке, Франкос очолив Федеральну партію. 1989 року його партія через Незалежну Федералістську Конфедерацію підтримала президентську кандидатуру радикала Едуардо Анхелоса, в якій Франкос був кандидатом у радники від Федеральної столиці.
1994 року був призначений заступником Генерального секретаря Міської інспекції Буенос-Айреса під час перебування на посаді мера Хорхе Домінгеса.
1995 року Франкос та Федеральна партія підтримали кандидатуру президента Карлоса Менема. На виборах до законодавчих органів у тому ж році він балотувався як кандидат у депутати та сенатори, але не був обраний на жодну з посад.
1996 року заснував разом із Домінго Кавальйо партію «Дія за Республіку» (АР), після того, як Кавальйо залишив національний уряд Менема. Франкос був обраний національним депутатом в 1997 році, очоливши депутатський блок партії.
Наприкінці 2000 року пішов з активної політики через «моральну втому», яку, за його словами, він зазнав у результаті «інституційного погіршення», викликаного ймовірними хабарами за ухвалення трудової реформи..
Після відходу з політики Франкос почав займатися приватною діяльністю в Eurnekian Group, обіймаючи різні керівні посади, такі як директор аеропортів Аргентини і президент ARG (Аргентинська приватна авіалінія), раніше LAPA
.
2007 року губернатор Даніель Сіолі призначив його президентом Банку провінції Буенос-Айрес, цю посаду він обіймав до 2011 року.
2008 року Франкос працював директором аргентинської Visa, а 2012 року був призначений директором Corporation America, де познайомився з головним економістом цієї групи Хав'єром Мілеєм та майбутнім керівником апарату Ніколасом Поссе.
2015 року з Фондом Аккордар брав активну участь у президентській кампанії колишнього губернатора провінції Буенос-Айрес Даніеля Сіолі.
2019 року Франкос був делегований президентом Альберто Фернандесом як представник Аргентини в Міжамериканському банку розвитку.
У серпні 2023 року Франкос подав у відставку з посади представника Аргентини в МБР, щоб приєднатися до команди Хав'єра Мілея у президентських виборах того ж року
.
Після перемоги Мілея на виборах він разом з Діаною Мондіно, Ніколасом Поссе і Каріною Мілей координував перехід влади від попереднього уряду до нового.
10 грудня 2023 року президент Хав'єр Мілей призначив Франкоса міністром внутрішніх справ.
27 травня 2024 року Ніколас Поссе пішов у відставку з посади голови кабінету міністрів Аргентини, і на його місце призначено Франкоса.